# Kalapács József
Kalapács József (Budapest, 1962. május 26. –) magyar rockénekes, musicalszínész.

## Zenei pályafutása
Énekesi karrierjét a Speed nevű iskolai zenekarban kezdte, majd 1982-ben egy Pokolgép koncert végén odasétált a zenekar tagjaihoz egy barátjával, Németh Lászlóval, hogy szeretne velük zenélni, egészen konkrétan énekelni. Ekkor még az együttes teljesen ismeretlen volt, nem sok koncerten voltak túl, akkoriban a basszusgitáros Paksi Endre énekelt.
Józsit bevették a zenekarba és egészen 1990-ig a Pokolgép énekese volt, amely a '80-as évek legnépszerűbb magyar heavy metal együttese lett. Énekelni már a Pokolgép tagjaként kezdett tanulni olyan neves énektanároknál, mint Ákos Stefi, Szendrő Mária, Cseh Kató. A zenekar mellett zenés színházi darabokban (rockoperákban és musicalekben) is szerepeket kapott.
1982 és 1990 között rengeteg koncerten lépett fel a Pokolgéppel, több lemezt (Totális metál 1986, Pokoli színjáték 1987, Éjszakai bevetés 1989, Metál az ész 1990, Koncert 1990) is kiadtak, amelyek összességében több százezer példányban keltek el. 1990-ben a Pokolgép két részre szakadt, mert a két gitáros, Kukovecz Gábor és Nagyfi László nem tudott dűlőre jutni azzal kapcsolatban, hogy a zenekar milyen zenét játsszon (Nagyfi Laci mindig is keményebb zenét akart játszani), ezért Nagyfi Laci és Kalapács Józsi 1990-ben elhagyta a zenekart, és megalakította az Oment. Kalapács ebben a zenekarban énekelt 2000-ig.
1996-ban szólóalbuma jelent meg Kalapács címmel. Majd az Omen után saját neve alatt szervezett zenekart. Első lemezük még a korai kiadatlan Pokolgép dalok gyűjteménye volt, de a Kalapács zenekar 2002 óta rendszeresen adja ki önálló albumait és folyamatosan koncertezik. Az együttes a példakép Judas Priest előtt is fellépett annak budapesti koncertjén.
2005-ben ex-Edda tagokkal megalakította a Hard zenekart, melyben a korábbiaktól eltérően hard rockot énekelt. A sikeres formáció önálló fellépései mellett a Deep Purple előzenekarként is helyt állt. Egy maxi/bemutatkozó demó lemez mellett 2 album jelent meg, több tagcsere után 2009 januárjában énekes és tulajdonképpen névcsere (Hard -> H.A.R.D.) történt, az új énekes Björn Lodin svéd hard rock énekes lett.
2009-ben Kalapács és az Akusztika néven új zenekart alapított, amellyel részben korábbi együtteseinek dalait játssza akusztikus hangszereléssel, részben megzenésített verseket és Kormorán-dalokat. A Kalapács és az Akusztika eddig két nagylemezt adott ki, az első 2011-ben jelent meg Akusztikum Hungarikum címmel, a második 2014-ben került piacra Autentikum címen. Bővített formációja a Rudán Joe Akusztik és a Kormorán Memory Band tagjaival kiegészült Szelíd Metálosok Orchestra.
2012 szeptemberében Félszáz év totál, harminc év metal mottóval életművét összefoglaló koncert adott, a különböző blokkokban jelenlegi és korábbi zenésztársainak közreműködésével. A jubileum alkalmából a Hammer Records felújított hangzással újra megjelentette azokat a Pokolgép és Omen albumokat, melyen Kalapács énekelt, továbbá az 1996-os szólóalbumát is.
Még 2012-ben újjáalakította a Hardot, majd 2013 elején az angol nyelvű formációtól való megkülönböztetés érdekében az együttes nevét Kardra változtatták.
2022-ben régi Pokolgép-beli kollégáival (Tarca László, Pazdera György, Nagyfi László), valamint a zenekarban korábban szintén megfordult Rudán Joe-val és Nagy Dáviddal új zenekart alapított Totális Metal néven, amivel a zenekar első öt lemezének dalait játsszák.

## Diszkográfia
| - A Maszk (1985) - Totális metál (1986) - Pokoli színjáték (1987) - Éjszakai bevetés (1989) - Metál az ész (1990) - Koncertlemez (1990) - koncertalbum - Best of Régi Gép (1995) - válogatás - Az utolsó merénylet (1995) - koncertalbum - Feketében (1991) - Brutális tangó (1992) - Anarchia (1993) - Jelek (1994) - Koncert (1994) - koncertalbum - Idegen anyag (1997) - Best of Omen (2004) - válogatás - Kalapács (1996) - Az első merénylet (2000) - korai Pokolgép-dalok - Félszáz év total, 30 év metal (2015, 2018) – A 2015-ös Enigma című Kalapács-album bónusz lemezeként megjelent dupla koncertalbum, az énekes teljes pályafutásának bemutatása. A koncert DVD változata a 2018-as Örökfekete album mellékleteként látott napvilágot. - Szelíd metálosok (2021) - lírai dalok gyűjteménye az énekes teljes pályafutásából. | - Ösztön (2002) - Totem (2003) - Keresztes háború (2005) - Életreítélt (2006) - Mítosz (2008) - Apokalipszis (2009) - Dühös nemzedék (2010) - válogatás - Poklok és mennyek között (2012) - Enigma (2015) - Örökfekete (2018) - Világvégre (2020) - "Ezerből egy" (2025) - Égni kell (EP, 2005) - Égi jel (2005) - 100% HARD (2007) - Szívemen a dal (2013) - Akusztikum Hungarikum (2011) - Autentikum (2014) |